# ザス・ピッツ
- セイズー・ピッツ

ザス・ピッツ（ZaSu Pitts、1894年1月3日 - 1963年6月7日）はアメリカ合衆国の女優。サイレント映画からトーキーにかけて活躍した。『グリード』で悲劇的ヒロインを演じたことで有名だが、出演作はコメディ映画が多い。

## 生涯
カンザス州パーソンズに、ルランドゥス・ピッツとネリー・ピッツ（旧姓・シャイ）夫妻の間に4人兄弟の第3子として生まれる。出生名はイライザ・スーザン・ピッツ（Eliza Susan Pitts）。父親は南北戦争に第76ニューヨーク義勇歩兵連隊で参加。しかし戦争で両足を失い、その後家族でカンザスに移住していた.。
ピッツの生年を特定することは難しい。ピッツの生まれたカンザス州は1911年まで出生記録を保管していなかったからである。『ニューヨーク・タイムズ』はピッツの死亡記事に1900年生まれと記し、墓石にもそう刻まれている、しかしながらピッツの伝記作家スタンフは1894年としている。『Notable American Women』も1900年の国勢調査で彼女を6歳としていることを指摘している。
イライザ・スーザンという名前は父親の二人の姉妹イライザとスーザンから採られた。Zasuというニックネームは、ElizaとSusanが由来である。ザス・ピッツと発音されることが多いが、1963年出版のピッツの著書『Candy Hits』15ページでピッツ自身は「セイズー（Say Zoo、 [ˈseɪzuː]）」が正しいとしている。しかし、メアリー・ピックフォードから「みんな発音を間違えるわ」と言われ、その通りだったと本の中で認めている。
1903年、ピッツが9歳の時、家族は過ごしやすい温暖な気候と仕事を求めてカリフォルニア州サンタクルーズに移る。この時のピッツ家の家屋は208 Lincoln Streetに現存している。ピッツはサンタクルーズ・ハイ・スクールに進学し、そこで演劇を始める。

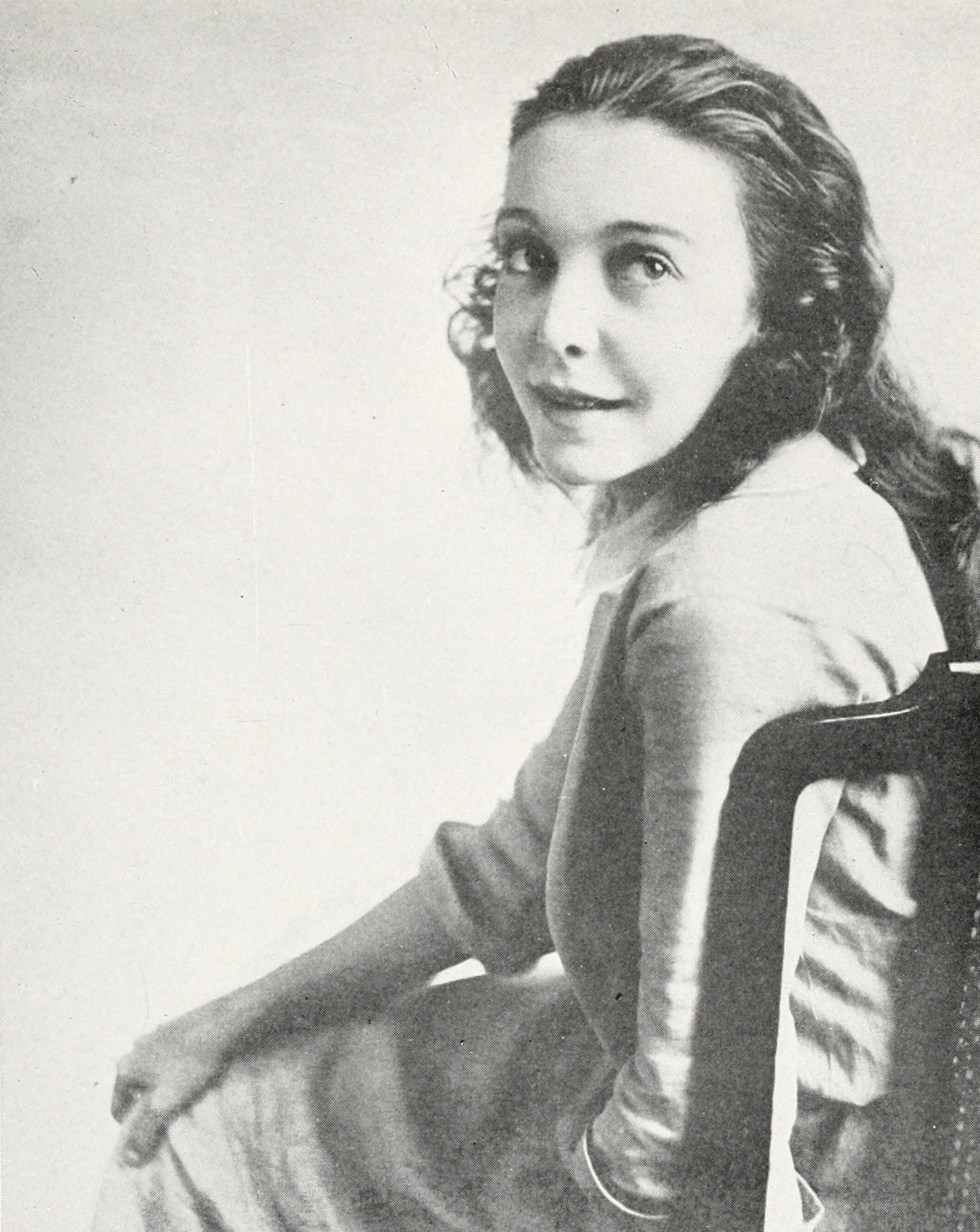
ザス・ピッツ（1920年頃）

1914年から1915年にかけて、ピッツは学校や地元の大衆劇団の舞台に立つ。1916年、22歳の時、ロサンゼルスに移り、映画のエキストラとなる。1917年、脚本家のフランシス・マリオンの目に止まり、メアリー・ピックフォード主演の『The Little Princess（小公女）』の主要キャラ・ベッキー役に抜擢される。（小公女#登場人物を参照）
以後、ユニバーサル・ピクチャーズの1巻ものコメディに出演し、ピッツの人気は徐々に高まる。1919年、満を持してキング・ヴィダー監督の『楽しき時間』で長編初主演。翌1920年に結婚したトム・ギャラリー（1897年 - 1993年）と『Heart of Twenty』（1920年）、『Bright Eyes』、『Patsy』（ともに1921年）、『A Daughter of Luxury』（1922年）で共演する。
喜劇女優としての評価が定着したピッツだったが、1924年、エリッヒ・フォン・シュトロハイム監督が叙事詩的悲劇『グリード』にピッツを起用する。このキャスティングには誰もが驚かされた。映画は最初の編集では7時間半を越え、会社によって2時間に短縮され公開。興行は失敗したが、現在では4時間復元版がリリースされ、映画史的にも傑作との評価を得ている。シュトロハイムはピッツを「偉大な悲劇女優」と高く評価し、以後も『結婚行進曲』（1928年）『Hello, Sister! 』（1933年）で彼女を起用した。
しかしピッツの主戦場はコメディ映画だった。1930年代初期、セルマ・トッドと組んで、B級映画や短編喜劇に多く出演し、名声を博した。
ピッツの役は決まって「怒りっぽい」「慌てもの」「心配性」の「オールドミス」だった。観客は彼女を見るとたちどころにそういう役だと理解し、漫画や映画でさかんに真似された。ハル・ローチの短編・長編に主演、スリム・サマーヴィルの長編喜劇シリーズでW主演。トーキーの時代になっても喜劇への出演が続いた。しかし、それがマイナスになることもあった。喜劇でない『西部戦線異状なし』（1930年）に主人公の母親役で出演した時、熱演したにもかかわらず、試写会でピッツが出ると笑いが起こり、結局、役はベリル・マーサーに代えられた。エドナ・メイ・オリヴァーの跡を次いで主演した女探偵ミス・ヒルデガード・ウィザーズシリーズ2作『The Plot Thickens』（1936年）『Forty Naughty Girls』（1937年）も好評を得られなかった。
1940年代になると、ラジオでビング・クロスビー、アル・ジョルソン、W・C・フィールズ、ルディ・ヴァリーとトークで冗談を言い合った。また、ラジオドラマ『Big Sister』、『Fibber McGee and Molly』に出演した。
1944年には推理劇『Ramshackle Inn』でブロードウェイに進出。この芝居はピッツのために書かれたもので、好評につき後に巡業もされた。
第二次世界大戦後は、『ライフ・ウィズ・ファーザー』（1947年）などでおせっかいな親戚役を演じる。1950年代は活動の場をテレビに移し、CBSのシチュエーション・コメディ『The Gale Storm Show』でゲイル・ストームとコンビを組んだ。
1950年半ばにがんと診断されるも、仕事を続ける。最後の映画出演はスタンリー・クレイマー監督の喜劇『おかしなおかしなおかしな世界』（1963年）で、バスター・キートン、ジェリー・ルイス、三ばか大将ら大勢の喜劇役者に混じって、サンタ・ロジータ警察署の交換手を演じた。
1963年6月7日、ハリウッドで死去。69歳だった。遺体はカルバーシティのホーリー・クロス墓地に埋葬された。同年、死後に出版された著書『Candy Hits』はキャンディのレシピ本だった。

## 家族
最初の夫ギャラリーとは1933年に離婚。ギャラリーはその後ボクシングのプロモーターとなり成功した。二人の間に2子あり。ザス・アン・ギャラリー（1922年 - 1994年）とドナルド・マイケル・"ソニー"・ギャラリー(1922 - 2014)。ドナルドは養子で、実母はピッツの親友だったバーバラ・ラ・マー。
1933年、ピッツはジョン・E・ウッドウォールと再婚。ピッツが亡くなるまで一緒だった。

## レガシー
- 1960年2月8日、長年に渡る映画への貢献を認められハリウッド・ウォーク・オブ・フェームに名を連ねた[16]。ピッツの星はハリウッド大通りの6500ブロック南側にある[17]。
- 1994年、ルドルフ・ヴァレンティノ、クララ・ボウ、チャールズ・チャップリンら大スターとともに「サイレント映画のスターたち」切手セット（アル・ハーシュフェルド画）の1人に選ばれた[6][18]。
- ピッツの生まれたカンザス州パーソンズのパーソンズ劇場入口にピッツを称える星形のタイルがある[19]。
- 映画『Never Give a Sucker an Even Break』（1941年）の中で。W・C・フィールズ演じる主人公が姪にこう尋ねる。「学校に行きたくない？　ザス・ピッツのようなばかになりたいのか？」。姪の返答。「映画の中でそう演じてるだけよ。私、彼女が好き」[20]。
- 伝えられるところによると、『ポパイ』のオリーブ・オイル役やベティ・ブープ役で知られる声優のメイ・クエステル（英語版）は、オリーブの独特の喋り方はピッツを参考にしたらしい[21]

## フィルモグラフィ

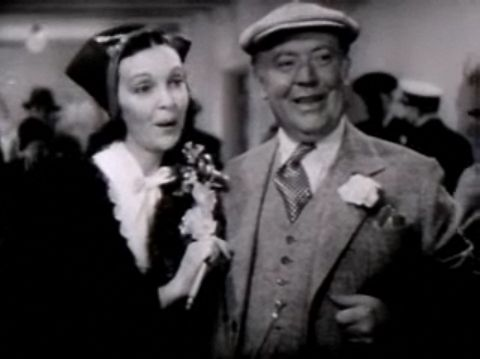
映画『Going Highbrow』から、ピッツ(左)とガイ・キビー

- 農場のレベツカ Rebecca of Sunnybrook Farm (1917) - クレジットなし
- '49-'17 (1917) - Uncredited
- 小公女 The Little Princess  (1917)
- A Modern Musketeer (1918) - クレジットなし
- How Could You Jean? (1918) - 現存しない
- The Talk of the Town (1918)
- 人類の春 The Greatest Thing in Life (1918) - 、出演場面削除、現存しない
- A Lady's Name (1919)
- 落陽の哀愁 As the Sun Went Down (1919)
- 男と女と金 Men, Women, and Money (1919) - 現存しない
- 楽しき時間 Better Times (1919) - 主演、不明（おそらく現存しない）
- 除隊の後 The Other Half (1919)
- 純朴なる同胞 Poor Relations (1919)
- Bright Skies (1920)
- Heart of Twenty (1920)
- 悪計を見破りて Seeing It Through (1920) -　主演
- Patsy (1921)
- 結婚は失敗か Is Matrimony a Failure? (1921) - 現存しない
- 恐怖の家 For the Defense (1922)
- Youth to Youth (1922) - 現存しない
- A Daughter of Luxury (1922)
- 女優メリー Mary of the Movies (1923) - カメオ出演
- The Girl Who Came Back (1923)
- Souls for Sale (1923) - カメオ出演（本人役）
- Three Wise Fools (1923)
- ホリウッド Hollywood (1923) - カメオ出演（本人役）、現存しない
- Tea: With a Kick! (1923)
- 水塔の西 West of the Water Tower (1923) - 現存しない
- Daughters of Today (1924)
- 金魚娘 The Goldfish (1924)
- 勝利者 Triumph (1924 film)|Triumph (1924)
- Changing Husbands (1924)
- Legend of Hollywood (1924)
- 青春の美酒  Wine of Youth (1924) - 出演シーンは削除
- 浮気征伐 The Fast Set (1924) - 現存しない
- 疑惑の夜 Secrets of the Night (1924)
- グリード Greed (1924) - ヒロイン
- Sunlight of Paris (1924)
- 大分水嶺 The Great Divide (1925)
- 甦りの日 The Re-Creation of Brian Kent (1925)
- Old Shoes (1925)
- 美人帝国 Pretty Ladies (1925) - 主演、現存しているが、テクニカラーの場面はない
- 天界への挑戦 A Woman's Faith (1925)
- The Business of Love (1925)
- 大山鳴動 Thunder Mountain (1925)
- Lazybones (1925)
- 喧嘩両成敗 Wages for Wives (1925) - 現存しない
- 恋愛大拡張 The Great Love (1925) - 現存しない
- ジョアンの嘆き Mannequin (1926)
- ジョーンズの大事件 What Happened to Jones (1926)
- Monte Carlo (1926)
- 待てば海路の日和とか Early to Wed (1926)
- Sunny Side Up (1926)
- Risky Business (1926)
- 混線脱線スターは誰だ Her Big Night (1926)
- 弥次喜多野球の巻 Casey at the Bat (1927)
- 弥次喜多女難の巻 Wife Savers (1928) - 現存しない
- ワシントン街十三番地 13 Washington Square
- 珍戦花嫁争奪 Buck Privates (1928)
- 結婚行進曲（英語版） The Wedding March (1928)
- 父と子 Sins of the Fathers (1928)
- ダミー The Dummy (1929)
- スコール The Squall (1929)
- 私のあなた Twin Beds (1929)
- 某重大事件 The Argyle Case (1929) - 現存しない（音声が一部残っている）
- 心に秘めて Her Private Life (1929)
- Oh, Yeah? (1929)
- 巴里 Paris (1929) = 現存しない
- 壁の中の声 The Locked Door (1929)
- This Thing Called Love (1929)  - 現存しない（テクニカラー場面のみ現存）
- 浮気成金 No, No, Nanette (1930) - 現存しない（音のみ現存）
- ハニー Honey (1930)
- 西部戦線異状なし All Quiet on the Western Front (1930) - 予告編のみ
- 悪魔の日曜日 The Devil's Holiday (1930)
- 貰い児紛失事件 The Little Accident (1930)
- The Squealer (1930)
- モンテ・カルロ Monte Carlo (1930)
- War Nurse (1930)
- 魅惑を賭けて The Lottery Bride (1930)
- 氷原の彼方 River's End (1930)
- 第一の恋 Sin Takes a Holiday (1930)
- アルプスの悲劇 The Honeymoon (1930) - 結婚行進曲の別ヴァージョン。ヨーロッパのみ公開。現存しない
- 新版結婚読本 Free Love (1930)
- Passion Flower (1930)
- Finn and Hattie (1931)
- 姉妹小町 Bad Sister (1931)
- 滅びゆく凱歌 Beyond Victory (1931)
- 母性 Seed (1931)
- A Woman of Experience (1931)
- Their Mad Moment (1931)
- 命を売る男 The Big Gamble (1931)
- 少年時代 Penrod and Sam (1931)
- 近衛兵 The Guardsman (1931)
- The Secret Witness (1931)
- On the Loose (1931)
- 突貫赤ん坊 The Unexpected Father (1932) -　主演
- 私の殺した男 Broken Lullaby (1932)
- 打倒選手 Steady Company (1932)
- Shopworn (1932)
- ミックスの再起 Destry Rides Again (1932)
- The Trial of Vivienne Ware (1932)
- Strangers of the Evening (1932) -　主演
- 心のふるさと Westward Passage (1932)
- 人間の横道 Is My Face Red? (1932)
- ハリウッドは大騒ぎ Make Me a Star (1932)
- 満蒙龍騎隊 Roar of the Dragon (1932)
- 消えゆく国境 The Vanishing Frontier (1932)
- Blondie of the Follies (1932)
- 裏町 Back Street (1932)
- The Crooked Circle (1932) -　主演
- 珍画撮影所 Once in a Lifetime (1932)
- 拳骨大売出し Madison Square Garden (1932)
- 結婚はしたけれど They Just Had to Get Married (1932) -　主演
- ナイヤガラ珍婚旅行 Out All Night (1933) - 主演
- Hello, Sister! (1933)
- Professional Sweetheart (1933)
- Her First Mate (1933) - 主演
- からくり珍裁判 Love, Honor, and Oh Baby! (1933) -　主演
- Aggie Appleby, Maker of Men (1933)
- 駄法螺男爵 Meet the Baron (1933)
- Mr. Skitch (1933)
- The Meanest Gal in Town (1934) -　主演
- Two Alone (1934)
- Three on a Honeymoon (1934)
- Sing and Like It (1934)
- Love Birds (1934)
- 嫌疑者 Private Scandal (1934) -　主演
- 泥酔夢 Dames (1934)
- Their Big Moment (1934) -　主演
- キャベツ畑のおばさん Mrs. Wiggs of the Cabbage Patch (1934)
- スピード花嫁 The Gay Bride (1934)
- 人生は四十二から Ruggles of Red Gap (1935)
- Spring Tonic (1935)
- Going Highbrow (1935) -　主演
- She Gets Her Man (1935) -　主演
- Hot Tip (1935) -　主演
- The Affair of Susan (1935) -　主演
- 航空十三時間 Thirteen Hours by Air (1936)
- Mad Holiday (1936)
- The Plot Thickens (1936) -　主演
- Sing Me a Love Song (1936)
- Wanted! (1937) -　主演
- Merry Comes to Town (1937) -　主演
- Forty Naughty Girls (1937) -　主演
- 52nd Street (1937)
- Lady's from Kentucky (1939)
- Naughty but Nice (1939)
- Mickey the Kid (1939)
- 看護師イーディス・キャヴェル[22] Nurse Edith Cavell (1939)
- Eternally Yours (1939)
- It All Came True (1940)
- ノー・ノー・ナネット No, No, Nanette (1940)
- Broadway Limited (1941)
- Niagara Falls (1941)
- Weekend for Three (1941)
- Miss Polly (1941) -　主演
- The Mexican Spitfire's Baby (1941)
- Uncle Joe (1941)
- Mexican Spitfire at Sea (1942)
- Bashful Bachelor (1942)
- So's Your Aunt Emma (1942) -　主演
- Tish (1942)
- 腰抜けと原爆娘 Let's Face It (1943)
- Breakfast in Hollywood (1946)
- ライフ・ウィズ・ファーザー Life with Father (1947)
- Francis (1950)
- 鉄路にかける男 Denver and Rio Grande (1952)
- Francis Joins the WACS (1954)
- This Could Be the Night (1957)
- Teenage Millionaire (1961)
- スリルのすべて The Thrill of It All (1963)
- おかしなおかしなおかしな世界 It's a Mad, Mad, Mad, Mad World (1963)

### テレビ
日本で放映あるいはビデオ発売されたもののみ
- 弁護士ペリー・メイスンPerry Mason (1962)
- バークにまかせろ Burke's Law (1963)